# Asplenium anogrammoides
Asplenium anogrammoides är en svartbräkenväxtart som beskrevs av Christ. Asplenium anogrammoides ingår i släktet Asplenium och familjen Aspleniaceae. Inga underarter finns listade.